# På sporet af den nye jernalder
|  | Denne artikel er oprettet af botten Steenthbot ud fra en ekstern database. Den kan derfor have sproglige fejl eller mangler. Denne skabelon kan fjernes efter kontrol af indholdet. |

På sporet af den nye jernalder er en dansk dokumentarfilm instrueret af Flemming Arnholm.

## Medvirkende
- Claus Toksvig, Studievært